# St. Sigmund im Sellrain
St. Sigmund im Sellrain, Sankt Sigmund im Sellrain – gmina w Austrii, w kraju związkowym Tyrol, w powiecie Innsbruck-Land. Liczy 169 mieszkańców (1 stycznia 2015).